# Jasna Góra
Jasna Góra (lichte berg) is een heuvel in het westen van de Poolse stad Częstochowa. Het Paulinerklooster op de top staat bekend als pelgrimsoord. In de barokke kloosterkerk bevindt zich de icoon van de Zwarte Madonna van Częstochowa.

## Geschiedenis
Het klooster werd in 1382 gesticht door hertog Władysław van Opole voor monniken van de orde van Paulus de Eremiet, die hij uit Hongarije had laten komen. In 1655 werd het klooster door Zweden belegerd, maar de monniken wisten met hulp van boeren en burgers uit de omgeving de Zweden te weerstaan. Ze schreven dit toe aan de Zwarte Madonna en toen koning Jan II Casimir van Polen het volgend jaar op zijn troon terugkeerde, riep hij de Moeder Gods uit tot beschermvrouwe van Polen.

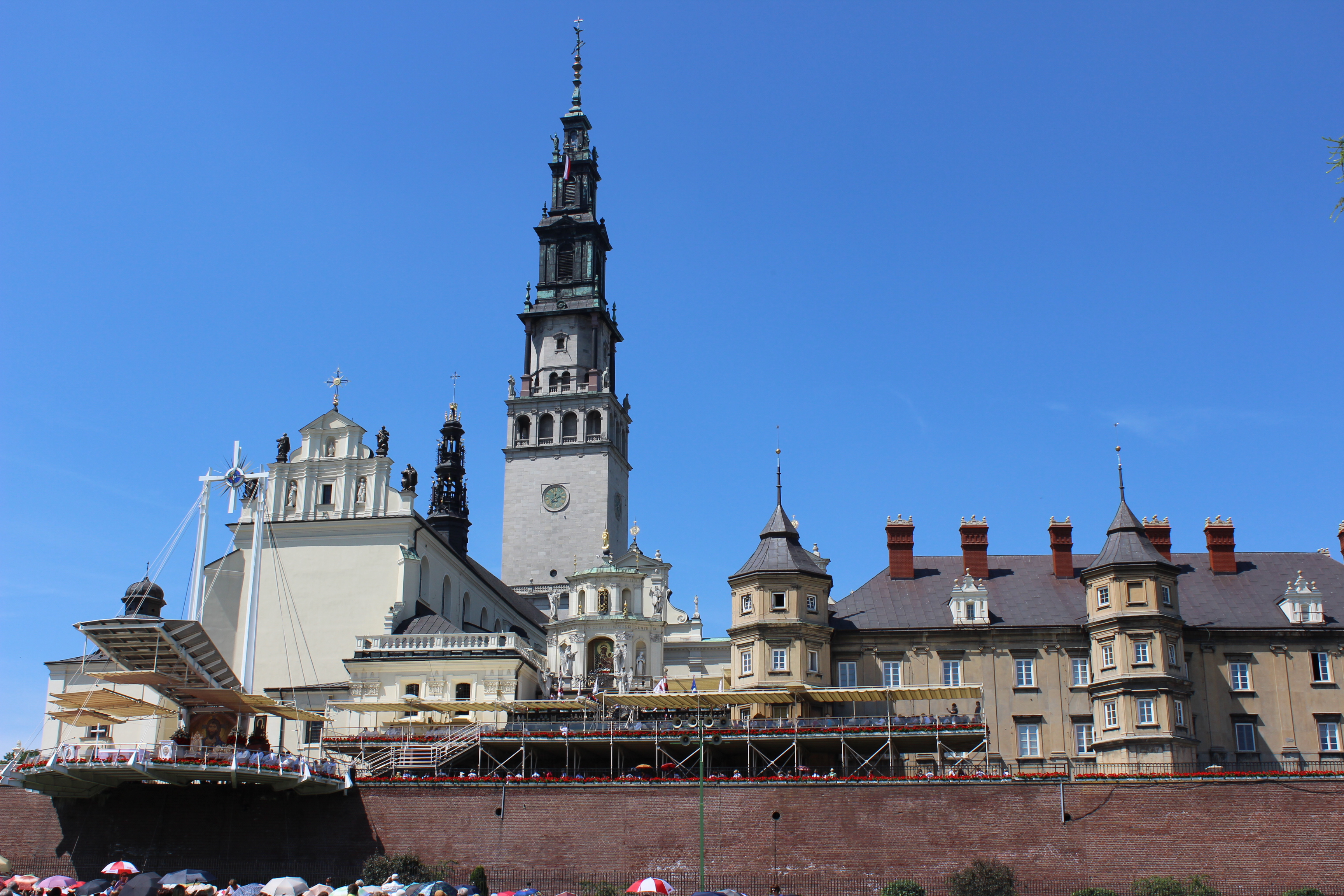
Jasna Góra
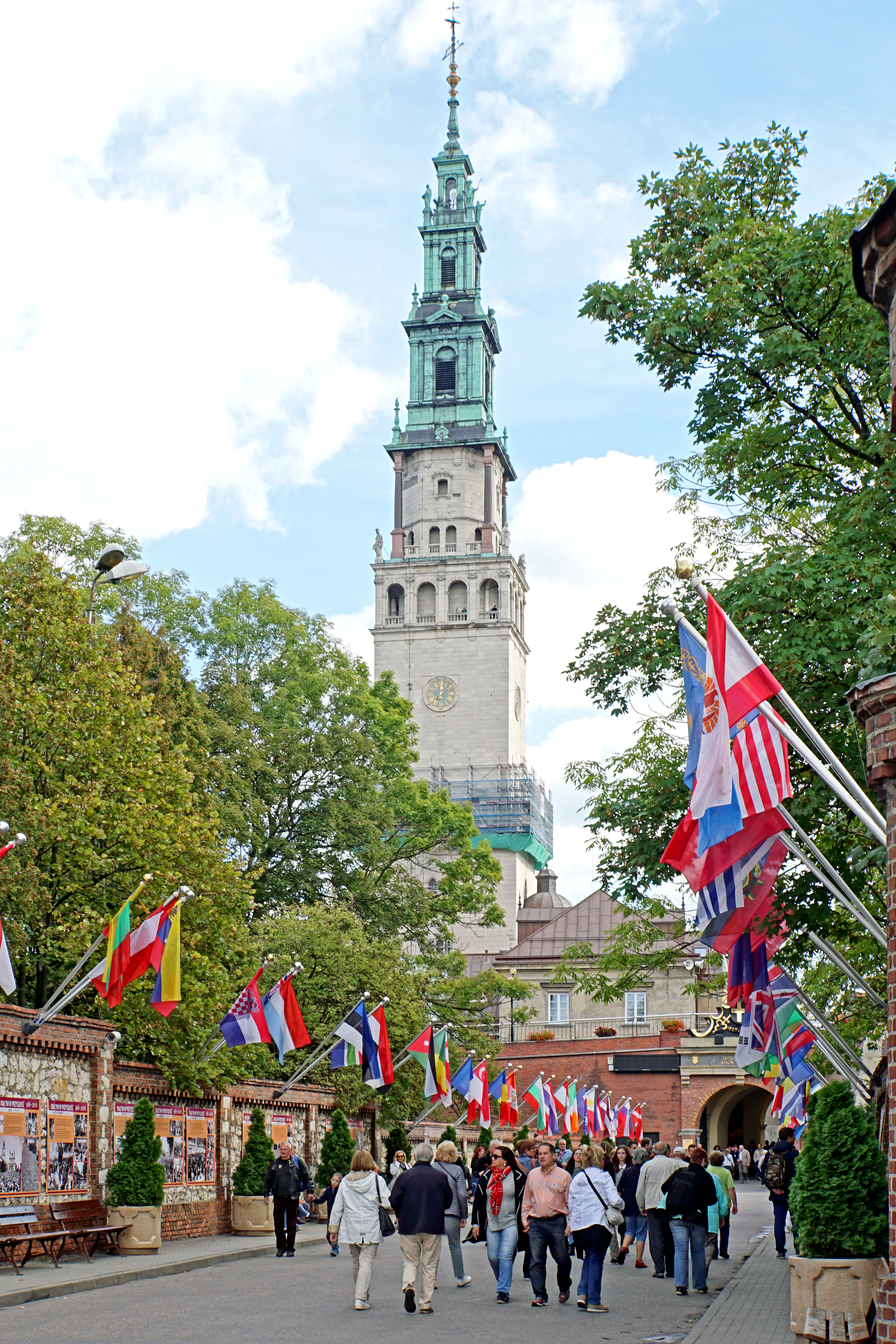
Het klooster op de Jasna Góra
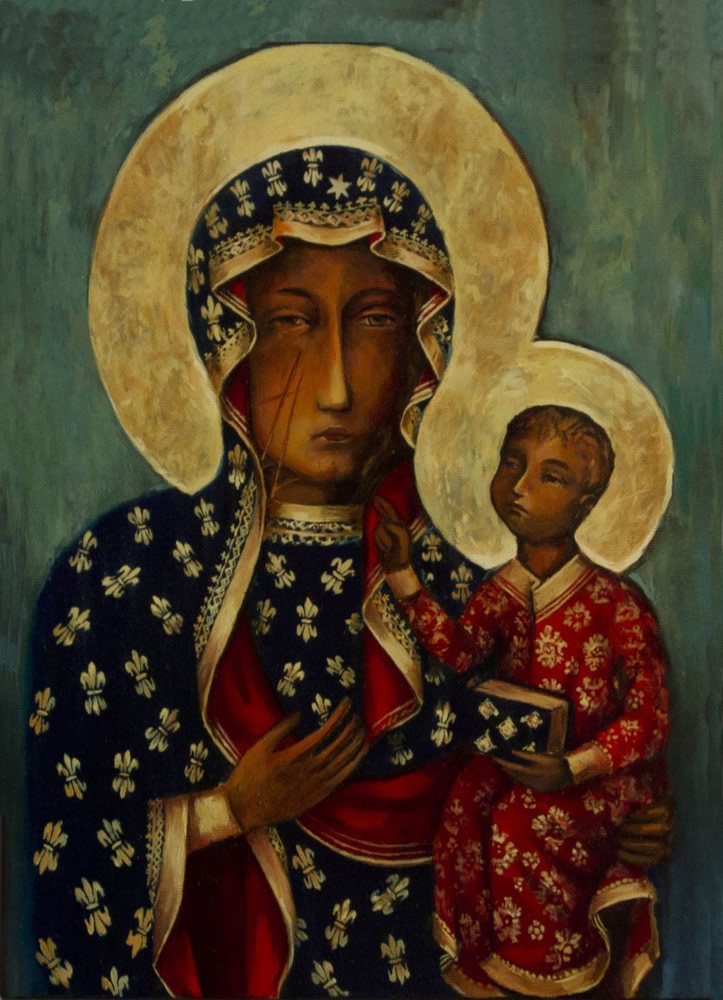
De Zwarte madonna